# Restrictions
Restrictions je třetí studiové album americké hardrockové skupiny Cactus. Jeho nahrávání probíhalo ve studiu Electric Lady Studios v New Yorku a album vyšlo v říjnu 1971 u vydavatelství Atco Records. Vedle sedmi původních skladeb obsahuje i jednu coververzi; jde o skladbu „Evil“ od Howlin' Wolfa.

## Seznam skladeb
| Pořadí | Název                   | Autor                                | Délka |
| ------ | ----------------------- | ------------------------------------ | ----- |
| 1.     | Restrictions            | Rusty Day, Carmine Appice            | 6:16  |
| 2.     | Token Chokin'           | Day, Appice                          | 3:08  |
| 3.     | Guiltless Glider        | Day, Appice, Tim Bogert, Jim McCarty | 8:44  |
| 4.     | Evil                    | Chester Burnett                      | 3:15  |
| 5.     | Alaska                  | Day, McCarty, Bogert                 | 3:40  |
| 6.     | Sweet Sixteen           | Day, McCarty, Bogert, Appice         | 3:19  |
| 7.     | Bag Drag                | Day, McCarty                         | 5:12  |
| 8.     | Mean Night in Cleveland | Day, McCarty, Bogert, Appice         | 2:10  |

## Obsazení
Cactus
- Rusty Day – zpěv, harmonika, perkuse
- Jim McCarty – kytara
- Tim Bogert – baskytara, doprovodný zpěv
- Carmine Appice – bicí, perkuse, doprovodný zpěv

Ostatní
- Ron Leejack – slide kytara
- Albhy Galuten – klavír
- Duane Hitchings – klávesy